# Heinz-Bernd Wabnitz
Heinz-Bernd Wabnitz (* 15. Januar 1944 in Breslau) war von 2002 bis Januar 2009 Generalstaatsanwalt in Bamberg.
Er begann seine berufliche Laufbahn 1972 bei der Finanzverwaltung, bevor er 1976 zur Justiz wechselte. Zuerst tätig bei der Staatsanwaltschaft Hof, wurde er Richter am Landgericht Hof und übernahm 1996 die Leitung der Staatsanwaltschaft Hof. In seine Amtszeit fallen die ersten Ermittlungen im überregional bekannt gewordenen Falls Peggy Knobloch, bevor er Generalstaatsanwalt in Bamberg wurde. Später erklärte er, die Wiederaufnahme eines abgeschlossenen Strafverfahrens sei „schon vom Grundsatz her so gut wie unmöglich“. Angesprochen auf die Widersprüche im damaligen Verfahren sagte er, dies sei „aus juristischer Sicht wenig relevant“. Zu diesem Zeitpunkt war bereits öffentlich bekannt, dass der Hauptbelastungszeuge in dem Verfahren ein Falschaussage gemacht hatte.  Am 9. Dezember 2013 ordnete das Landgericht Bayreuth die Wiederaufnahme an.
Er ist gemeinsam mit Thomas Janovsky Herausgeber eines Handbuchs des Wirtschafts- und Steuerstrafrechts und Mitautor eines Werks über Wirtschaftskriminalität. Das mit Janovsky herausgegebene Handbuch des  Wirtschafts- und Steuerstrafrechts wurde in der Frankfurter Allgemeinen als Standardwerk bewertet.

## Veröffentlichungen
- Heinz-Bernd Wabnitz, Thomas Janovsky (Hrsg.): Handbuch des Wirtschafts- und Steuerstrafrecht. C. H. Beck, München 2000,  ISBN 3-406-45679-0.
- Rudolf Müller, Heinz-Bernd Wabnitz, Thomas Janovsky: Wirtschaftskriminalität. Eine Darstellung der typischen Erscheinungsformen mit praktischen Hinweisen zur Bekämpfung. 4. völlig neubearbeitete Auflage. C. H. Beck, München 1997, ISBN 3-406-42648-4.